# Kompsoprium mobense
Kompsoprium mobense är en mångfotingart som beskrevs av Kraus 1960. Kompsoprium mobense ingår i släktet Kompsoprium och familjen Odontopygidae. Inga underarter finns listade i Catalogue of Life.